# Фроликов, Алексей Викторович
Алексей Викторович Фроликов (латыш. Aleksejs Froļikovs; 15 февраля 1957, Москва, СССР — 31 марта 2020) — советский и латвийский хоккеист, нападающий, мастер спорта СССР международного класса.

## Биография
Алексей Фроликов — воспитанник детско-юношеской спортивной школы «Динамо» (Москва), за которую начал играть в возрасте 11 лет.
В 1975—1981 годах Фроликов выступал за команду «Динамо» (Москва), забросив 49 шайб в 165 матчах чемпионата СССР. За это время в составе своей команды он три раза становился серебряным призёром и один раз — бронзовым призёром чемпионата СССР. Его партнёрами по тройке нападения в московском «Динамо» в разные годы были Юрий Чичурин, Анатолий Севидов, Сергей Светлов и Владимир Шашов.
В составе сборной СССР в декабре 1978 года Фроликов принимал участие в турнире на призы газеты «Известия», сыграв в четырёх матчах и забросив одну шайбу. Он также принимал участие в матчах юниорской и молодёжной сборных СССР, в составе этих команд был победителем чемпионата Европы среди юниоров (1976) и молодёжного чемпионата мира (1976, 1977).
В 1981—1989 годах Фроликов выступал за команду «Динамо» (Рига), забросив за это время 142 шайбы в 370 матчах чемпионата СССР. В сезоне 1982/1983 годов Фроликов стал лучшим снайпером чемпионата СССР, забросив 38 шайб в ворота соперников. В составе рижского «Динамо» один раз в 1988 году стал серебряным призёром чемпионата СССР, в том же году он вошёл в число лучших игроков сезона. Его партнёрами по тройке нападения в рижском «Динамо» в разные годы были Олег Знарок, Сергей Скосырев, Владимир Дудин, Евгений Семеряк и другие. По количеству голов в чемпионатах СССР за всю историю рижского клуба со 142 шайбами Фроликов находится на втором месте после Хелмута Балдериса, у которого 266 заброшенных шайб.
С 1989 года в течение трёх сезонов Фроликов выступал за хоккейный клуб «Эссят» (Пори), в сезоне 1989/1990 годов игравший в первом, а затем — в высшем дивизионе (СМ-лиге) чемпионата Финляндии. В 1992—1993 годах он также играл за финский клуб «Сентерс» (Пиетарсаари), выступавший в первом и втором дивизионах. В сезонах 1992/1993 и 1994/1995 годов Фроликов также выступал за клуб «Пардаугава» (новое название рижского «Динамо»), который играл в Межнациональной хоккейной лиге (МХЛ), забросив в сумме 10 шайб в 67 матчах.
В сезонах 1992/1993 и 1993/1994 годов Фроликов выступал за сборную Латвии по хоккею с шайбой, игравшую на чемпионатах мира в группах C (1993) и B (1994), забросив в сумме 12 шайб в 14 матчах.
Скончался 31 марта 2020 года. Похоронен в Мытищах на Волковском кладбище.

## Достижения
- Победитель турнира на призы газеты «Известия» (в составе сборной СССР) — 1978[1].
- Серебряный призёр чемпионата СССР — 1977, 1979, 1980[1], 1988[8][9].
- Бронзовый призёр чемпионата СССР — 1981[1].
- Обладатель Кубка СССР — 1976[1].
- Финалист Кубка СССР — 1979[1].
- Чемпион мира среди молодёжных команд — 1976, 1977[1].
- Чемпион Европы среди юниоров — 1976[1].